# Централноандийска планинска земя
Централноандийската планинска земя (ЦАПЗ) (на испански: Andes Centrales) е обширна планинска система в централните, най-широки части на Андите, простираща се на повече от 1400 km от север на юг, между 15° и 28° ю.ш., на териториите на Перу, Боливия, Чили и Аржентина. Ширината ѝ достига до 750 km.

## Релеф, деление, полезни изкопаеми
Централните части на планинската земя се заемат от обширното високопланинско плато Пуна, с надморска височина 3700 – 4100 m, като отделни хребети в него достигат до 6000 m и понижената плоска равнина Алтиплано. От изток и североизток ЦАПЗ е заградена от масивите на Централните Кордилери и мощната планинска верига Кордилера Реал с височина до 6439 m. На запад се извисява веригата на Западните Кордилери (връх Охос дел Саладо 6908 m), по билото на която се издигат изгаснали и действащи (Сан Педро, 6159 m, Люляйляко 6723 m и др.) вулкани. Продуктите от тяхната дейност покриват западните и южни части на ЦАПЗ. В Централноандийската планинска земя се разработват големи находища на калай (Потоси, Лялягуа), волфрам, антимон (Караколис), мед (Чукикамата, Ел Салвадор), бисмут и сребро, железни и полиметални руди.

## Климат, води, растителност
Климатът на областта е тропичен, високопланински, по източните наветрени склонове влажен с годишна сума на валежите от 1000 до 3000 m, а на запад и в платото Пуна – рязко континентален. Средните месечни температури на платото са от 4 до 8 – 10°С, а годишната сума на валежите от 500 – 600 mm на североизток до под 100 mm на югозапад и запад. Много характерно явление тук са силните и постоянни сухи ветрове. Снежната линия на изток е на около 4850 m, а във вътрешните райони – на около 6500 m (най-високата на Земята).
Източните склонове на планините са прорязани от дълбоки речни дефилета на многочислени реки. На запад текат само временни реки. Платото Пуна е област с вътрешен отток, основно в езерата Титикака и Поопо. Има и многочислени големи солончаци, т.нар. салари (Койпаса, Уюни, Атакама и др.).
Северните и североизточните части на платото Пуна са заети от високопланински степи, на които се развива пасищно животновъдство, а на височина до 4000 m се отглеждат зърнени култури и картофи. Районите на запад и юг са заети от полупустини и пустини, а източните наветрени и лажни склонове на планините са обрасли с планински тропични умерено влажни гори.